# Oggetto musicale
Oggetto sonoro è un concetto sviluppato da Pierre Schaeffer nella teorizzazione della musica concreta.
Indica la percezione di qualunque suono come oggetto a sé stante, analizzabile indipendentemente dalla sua causa, ma unicamente per le sue qualità intrinseche. Schaeffer sostiene tuttavia che gli unici in grado di ascoltare l'oggetto sonoro sono i tecnici del suono.
Questo concetto viene per la prima esposto nel suo testo Traitè des objets musicaux.

## Concetto
Secondo tale concetto, il variare da un oggetto sonoro all'altro dei criteri come l'andamento, la grana, la massa, il grado d'intensità, possono creare un discorso simile a quello che nella musica tradizionale creano le variazioni d'altezza da una nota all'altra.
È possibile, ad esempio, creare melodie non d'altezza ma di andamento, per assemblaggio di oggetti sonori dagli andamenti più o meno “stretti”, “larghi”, “profondi” o “piatti”.
Sempre secondo Schaeffer, per potersi dire oggetto sonoro, un suono deve poter essere ascoltato non soltanto al di fuori di ogni valenza culturale, ma anche al di fuori da ogni rapporto con la realtà da cui esso è scaturito: un oggetto sonoro autentico (e in ciò consiste la purezza cui allude Schaeffer) è il suono al di fuori di ogni possibile rimando percettivo. Esso non deve dunque farsi portatore di alcun significato e soprattutto di alcuna informazione sulla fonte sonora che lo ha generato.